# Tião d'Ávila
Tião D'Ávila (Rio Claro, 8 de abril de 1944) é um ator brasileiro.

## Carreira
No currículo, cerca de trinta papéis inesquecíveis da dramaturgia brasileira como “Carneirinho” da novela global Estúpido Cupido, “Oswaldo” em Mulheres Apaixonadas, “Aníbal” em Senhora do Destino e o recente “Isidoro” de Lado a Lado. Longe das câmeras, o trabalho de Tião no teatro é ainda mais intenso. Cursou a escola de Artes Dramáticas da USP e foi com o grupo EME ao Cubo – criado em Rio Claro-SP – que Tião ousou e fez história no teatro nacional. Foi a partir das iniciativas do ator que o município chegou a receber espetáculos polêmicos e que eram sucesso na capital como ‘Navalha na Carne’, incluindo a visita de Plínio Marcos. Ainda, por convite de Tião, que um dos mais famosos grupos de teatro do mundo – o Living Theatre – realizou em Rio Claro sua segunda apresentação em praça pública na América Latina.

## Filmografia

### Televisão
| Ano  | Título                             | Personagem                 | Notas                                       | Emissora      |
| ---- | ---------------------------------- | -------------------------- | ------------------------------------------- | ------------- |
| 1976 | Estúpido Cupido                    | Carneirinho                |                                             | Rede Globo    |
| 1977 | Sem lenço, sem documento           | Patrício                   |                                             | Rede Globo    |
| 1979 | Memórias de Amor                   | Sanches                    |                                             | Rede Globo    |
| 1980 | Chega Mais                         | Oswaldo                    |                                             | Rede Globo    |
| 1986 | Memórias de um Gigolô              | Adolfo                     |                                             | Rede Globo    |
| 1987 | Chico Anysio Show                  | —                          |                                             | Rede Globo    |
| 1987 | Corpo Santo                        | Detetive Silas Pádua       |                                             | Rede Manchete |
| 1991 | Amazônia                           | Matias                     |                                             | Rede Manchete |
| 1991 | Fronteiras do Desconhecido         | Delegado Queiroz           | Episódio: "O Acidente"                      | Rede Manchete |
| 1995 | Tocaia Grande                      | João Lírio                 |                                             | Rede Manchete |
| 1997 | Mandacaru                          | Lustosa                    |                                             | Rede Manchete |
| 2002 | Coração de Estudante               | Miguel                     |                                             | Rede Globo    |
| 2003 | Mulheres Apaixonadas               | Oswaldo                    |                                             | Rede Globo    |
| 2004 | Senhora do Destino                 | Aníbal                     |                                             | Rede Globo    |
| 2006 | O Profeta                          | Quinzinho                  |                                             | Rede Globo    |
| 2007 | Amazônia, de Galvez a Chico Mendes | Hélio Melo                 |                                             | Rede Globo    |
| 2008 | Guerra e Paz                       | Paciente do Hospital       | Episódio: "Ontem & Hoje"                    | Rede Globo    |
| 2008 | Faça Sua História                  | Aristeu                    | Episódio: "A Rainha da Uva"                 | Rede Globo    |
| 2009 | Caminho das Índias                 | pai de Deva                |                                             | Rede Globo    |
| 2009 | Poder Paralelo                     | Geraldo                    |                                             | RecordTV      |
| 2009 | A Lei e o Crime                    | Cavalcanti                 |                                             | RecordTV      |
| 2010 | Ribeirão do Tempo                  | Alfredo Lorota             |                                             | RecordTV      |
| 2012 | As Brasileiras                     | Senhor na praia de nudismo | Episódio: "A Indomável do Ceará"            | Rede Globo    |
| 2012 | As Brasileiras                     | Atendente do armazém       | Episódio: "O Anjo de Alagoas"               | Rede Globo    |
| 2012 | Lado a Lado                        | Isidoro                    |                                             | Rede Globo    |
| 2013 | Copa Hotel                         | Claudionor                 | 2 episódios                                 | GNT           |
| 2014 | Milagres de Jesus                  | Neemias                    | Episódio: "O Inválido do Tanque de Betesda" | RecordTV      |
| 2017 | O Rico e Lázaro                    | Aliatis                    |                                             | RecordTV      |
| 2018 | Apocalipse                         | Apóstolo João              |                                             | RecordTV      |
| 2019 | O Escolhido                        | Evaristo                   | Episódio: "Ame Teus Inimigos"               | Netflix       |
| 2021 | Gênesis                            | Lamassi                    | Fase: Jornada de Abraão                     | RecordTV      |

### Cinema
| Ano  | Título                                                   | Personagem           | Notas          |
| ---- | -------------------------------------------------------- | -------------------- | -------------- |
| 2017 | Quando o Galo Cantar Pela Terceira Vez Renegarás Tua Mãe | Guilherme            |                |
| 2017 | A Hora                                                   | Seu João             | Curta-metragem |
| 2016 | Só pelo Amor Vale a Vida                                 | José Alacrino Ramiro | [ 5 ]          |
| 2014 | Não Pare na Pista                                        | Alceu                |                |
| 2010 | Chico Xavier                                             | Feliciano            |                |
| 2009 | Bela Noite Para Voar                                     | Toniquinho           |                |
| 2008 | Polaróides Urbanas                                       | Homem do carro       |                |
| 2007 | Inesquecível                                             | Seu Pedro            |                |
| 2006 | Canta Maria                                              | Tio de Maria         |                |
| 2006 | Zuzu Angel                                               | Juiz Militar         |                |
| 2002 | Uma Onda no Ar                                           | Delegado             |                |
| 2001 | Memórias Póstumas                                        | Damasceno            |                |
| 1984 | Memórias do Cárcere                                      | —                    |                |
| 1983 | Bar Esperança                                            | Bochecha             |                |
| 1982 | Mar do Pecado                                            | Miro                 |                |
| 1982 | Luz del Fuego                                            | Pintinho             |                |
| 1982 | Os Paspalhões em Pinóquio 2000                           | —                    |                |
| 1979 | O Outro Lado do Crime                                    | Adauto Leite         |                |